# Tod Robbins
Clarence Aaron Robbins – menționat C.A. Robbins și mai bine cunoscut sub numele de Tod Robbins, (n. 25 iunie 1888, New York City, New York, SUA – d. 10 mai 1949, Saint-Jean-Cap-Ferrat, Alpes-Maritimes, Franța) a fost un autor american de groază și ficțiune de mister, în special romane și colecții de povestiri.

## Biografie
Robbins a studiat la Universitatea Washington și Lee (din Lexington, Virginia) și, împreună cu Mark W. Sheafe (1884 -1949?) și Thornton Whitney Allen – -a scris piesa de colegiu "Washington și Lee Swing." Sheafe i-a scris melodia în 1905, Allen a așternut-o pe hârtie în 1909, iar Robbins a creat cuvintele. Versiunea completă a fost publicată în 1910.
Robbins a scris două colecții de povestiri și mai multe romane. Opera sa conține adesea povestiri bizare și înfricoșătoare, uneori influențate de scriitori precum Oscar Wilde ("Portretul viu" al lui Robbins este un omagiu adus lucrării Portretul lui Dorian Gray) și Robert W. Chambers. Mysterious Martin (1912) este un roman timpuriu despre un criminal în serie. Romanul său The Unholy Three (1917) a fost de două ori adaptat pentru ecran, o versiune mută regizată de Tod Browning în 1925 și o versiune cu sunet regizată de Jack Conway în 1930; în ambele adaptări a jucat vedeta Lon Chaney. Robbins a fost, de asemenea, autorul povestirii scurte "Spurs", pe care Browning a folosit-o ca bază pentru Freaks (1932), care mai târziu a dezvoltat un film cult. Unele dintre lucrările lui Robbins au fost reproduse mai târziu în seria "Creeps" de antologii de groază editate de Charles Birkin.
Romanul Fighting Mad, a câștigat concursul de 3.000 $ organizat în 1922 de revista Physical Culture, care a publicat ca foileton romanul începând cu numărul său din ianuarie 1922.
E. F. Bleile a descris Who Wants A Green Bottle? ca pe o "ficțiune comercială excelentă, cu câteva atingeri bune".

## Emigrare
Robbins a emigrat pe Riviera Franceză din New York și a refuzat să plece în timpul ocupației naziste a Franței. A petrecut războiul într-un lagăr de concentrare și a murit la Saint-Jean-Cap-Ferrat în 1949.

## Bibliografie

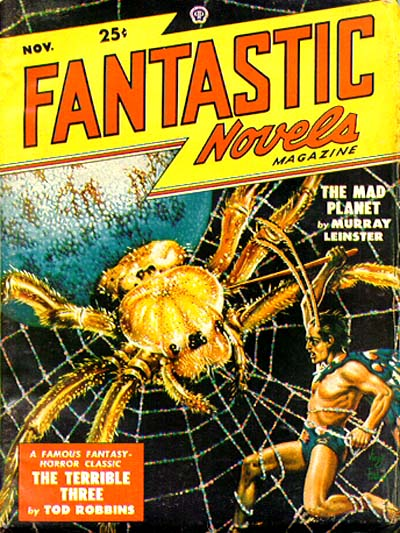
Romanul lui Robbins The Unholy Three a fost republicat în Fantastic Novels în 1948

### Romane
- The Spirit of the Town: A Novel Presentation in Fiction Form of the Impulse and Desire Which Mould the Lives of Men (1912)
- Mysterious Martin: A Fiction Narrative Setting Forth the Development of Character Along Unusual Lines (1912)
- The Unholy Three (1917; republicat ca The Three Freaks în 1935)
- In the Shadow (1929)
- The Master of Murders (1933)
- Close Their Eyes Tenderly (1949)
- To Hell and Home Again (i s-a făcut publicitate pentru lansare în 1950, dar nepublicată)

### Povestiri scurte
- Silent, White and Beautiful and Other Stories (1920)
Include:
  - "Silent, White and Beautiful"
  - "Who Wants a Green Bottle?"
  - "Wild Wullie, the Waster"
  - "For Art's Sake" (revised version of Mysterious Martin)
- Who Wants a Green Bottle? and Other Uneasy Tales (1926)
Include:
  - "Silent, White and Beautiful"
  - "Who Wants a Green Bottle?"
  - "Wild Wullie, the Waster"
  - "Toys" (aka "The Toys of Fate")
  - "A Bit of Banshee"
  - "The Son of Shaemas O'Shea"
  - "Cockcrow Inn"
  - "Spurs"
- Freaks and Fantasies (2007)
Include:
  - "Crimson Flowers"
  - "Silent, White and Beautiful"
  - "Who Wants a Green Bottle?"
  - "The Bibulous Baby"
  - "Wild Wullie, the Waster"
  - "The Toys of Fate"
  - "An Eccentric"
  - "The Whimpus"
  - "A Bit of Banshee"
  - "The Son of Shaemas O'Shea"
  - "A Voice from Beyond"
  - "Cock-crow Inn"
  - "The Confession"
  - "Spurs"

### Culegeri de poezie
- The Scales of Justice and Other Poems (1915)

### Apariții în revistede literatură de consum
- Parisienne, februarie 1917 ("Married")
- All-Story Weekly, 14 iulie 1917 ("The Terrible Three", i.e., The Unholy Three)
- The Smart Set, aprilie 1918 ("Silent, White and Beautiful")
- All-Story Weekly, 5 aprilie 1919 ("The Living Portrait")
- The Thrill Book, septembrie 1919 ("Fragments")
- All-Story Weekly, 25 octombrie 1919 ("The Whimpus")
- Munsey's Magazine, ianuarie 1921 ("The Toys of Fate")
- Munsey's Magazine, februarie 1923 ("Spurs")
- Everybody's Magazine, noiembrie 1923 ("For His Lady Friend")
- The Forum, 1925 ("The Child and the Man")
- Famous Fantastic Mysteries, septembrie 1939 ("The Whimpus")
- Famous Fantastic Mysteries, septembrie 1942 ("Wild Wullie, the Waster")
- Super Science and Fantastic Stories, iunie 1945 ("The Toys of Fate")
- Fantastic Novels Magazine, noiembrie 1948 ("The Terrible Three")
- Fantastic Novels Magazine, martie 1949 ("The Toys of Fate")
- Fantastic Novels Magazine, noiembrie 1949 ("The Living Portrait")
- Zoetrope: All-Story, toamna 2002 ("Spurs")

### Apariții în antologii
- Creeps (1932), ed. Charles Birkin ("Silent, White and Beautiful", "Spurs" and "Cockcrow Inn")
- Shudders (1932), ed. Charles Birkin ("Toys")
- Shivers (1933), ed. Charles Birkin ("Wild Wullie, the Waster" and "Who Wants a Green Bottle?")
- Nightmares (1933), ed. Charles Birkin ("The Whimpus")
- Thrills (1935), ed. Charles Birkin ("The Confession")
- The Freak Show: Tales of Fantasy and Horror (1970), ed. Peter Haining ("Spurs")
- The Ghouls (1971), ed. Peter Haining ("Freaks", i.e., "Spurs")
- Hallowe'en Hauntings: Stories About the Most Ghostly Night of the Year (1984), ed. Peter Haining ("Cockcrow Inn")
- Famous Fantastic Mysteries (1991), ed. Stefan R. Dziemanozicz, Robert Weinberg &  Martin N. Greenburg ("The Toys of Fate")
- The People of the Pit (2010), ed. Gene Christie, ("The Living Portrait")
- The Best American Noir of the Century (2010), ed. James Ellroy,  Otto Penzler

## Legături externe
- Tod Robbins la Baza de date de ficțiune supranaturală
- Tod Robbins la Fantastic Fantastic
- Tod Robbins la Internet Movie Database
- Versiunea Ebook a "Spurs" (în format PDF)
- Tod Robbins la Library of Congress Authorities, cu 8 înregistrări de catalog